# Muelas del Pan
Muelas del Pan ist ein nordwestspanischer Ort und eine Gemeinde (municipio) mit 616 Einwohnern (Stand: 2024) im Osten der Provinz Zamora der Autonomen Gemeinschaft Kastilien-León. Zur Gemeinde gehören neben dem gleichnamigen Hauptort die Ortschaften Cerezal de Aliste, Ricobayo, Salto del Esla und Villaflor.

## Lage
Muelas del Pan liegt in der kastilischen Hochebene in einer Höhe von etwa 770 m am Esla (Fluss) begrenzt die Gemeinde im Süden. Die Provinzhauptstadt Zamora ist nur etwa 18 Kilometer (Fahrtstrecke) in ostsüdöstlicher Richtung entfernt. Das Klima im Winter ist durchaus kalt, im Sommer dagegen warm bis heiß; die eher spärlichen Regenfälle (ca. 535 mm/Jahr) fallen verteilt übers ganze Jahr.

## Bevölkerungsentwicklung
| Jahr      | 1970 | 1981 | 1991 | 2001 | 2011 | 2021 |
| Einwohner | 1434 | 1040 | 940  | 884  | 776  | 607  |

## Sehenswürdigkeiten

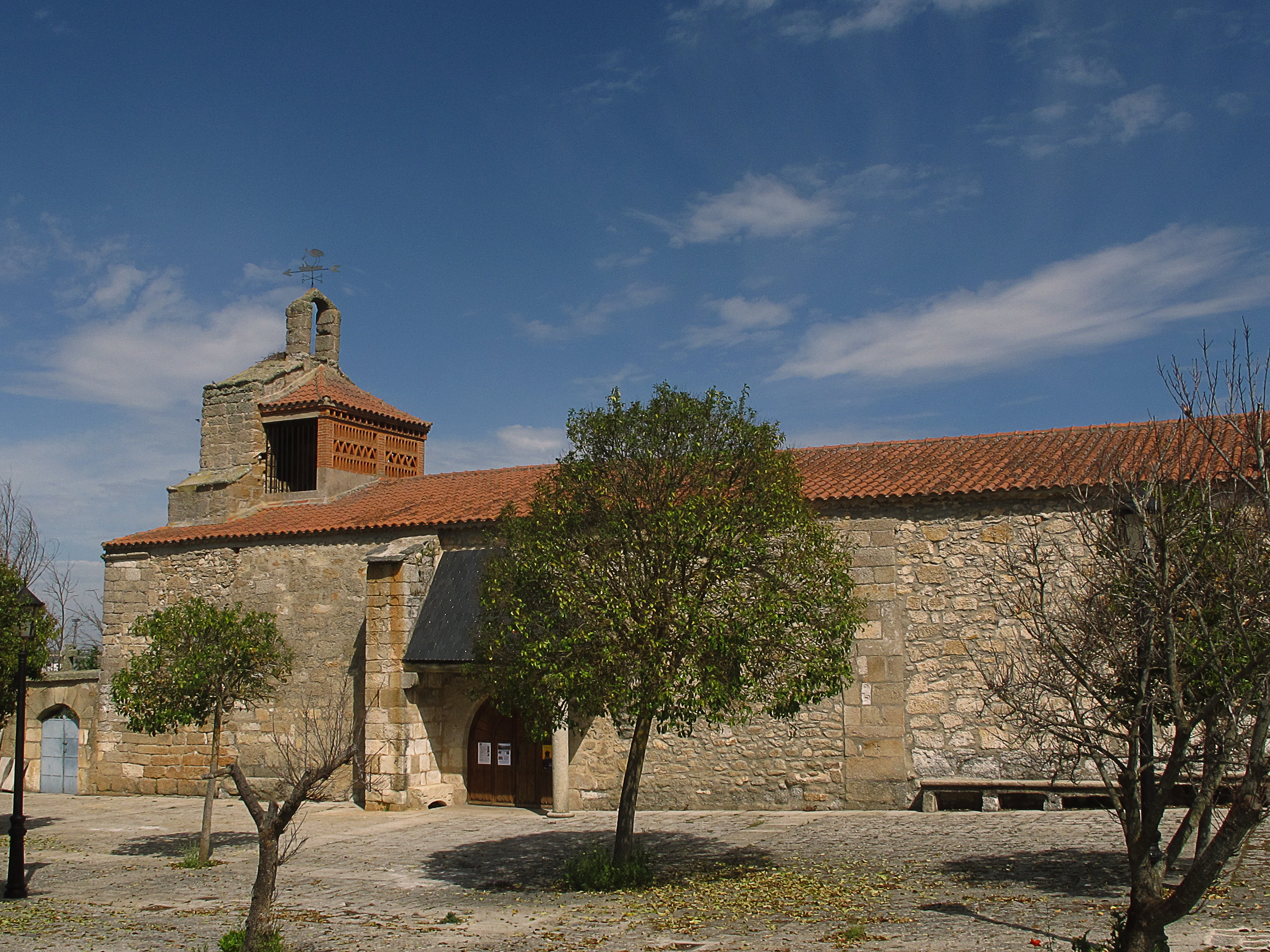
Jakobuskirche

- Jakobuskirche